# لاري ويلسون
لاري ويلسون (بالفرنسية: Larry Wilson)‏ (و. 1930 – 1979 م) هو لاعب هوكي الجليد كندي، ولد في كينكاردين، أونتاريو، توفي عن عمر يناهز 49 عاماً.

## جوائز
حصل على جوائز منها:
- كأس ستانلي.

## روابط خارجية
- لاري ويلسون على موقع دوري الهوكي الوطني (الإنجليزية)
- لاري ويلسون على موقع EliteProspects.com (الإنجليزية)
- لاري ويلسون على موقع HockeyDB.com (الإنجليزية)
- لاري ويلسون على موقع Hockey-Reference.com (الإنجليزية)